# Catherine Houseaux
Pour les articles homonymes, voir Houseaux (homonymie).
Catherine Houseaux née le 1er décembre 1964, est une triathlète française. Elle remporte deux fois le triathlon XXL Embrunman en 1997 et 2003.

## Biographie
En 2002, elle participe aux championnats du monde de triathlon longue distance à Nice, ou elle prend la 25e place en 8 h 0 min 35 s.
En 2013, elle prend la 11e place des  championnats de France de triathlon longue distance en 5 h 17 min 16 s.
En 2015, Catherine Houseaux a le record féminin, des « finishers » d'Embrunman avec dix participations qui sont allées à terme.

## Palmarès
Le tableau présente les résultats les plus significatifs (podium) obtenus sur le circuit national et international de triathlon et de duathlon depuis 1994.
| Année | Compétition                           | Position | Temps            |
| ----- | ------------------------------------- | -------- | ---------------- |
| 2005  | Ironman France                        |          | 10 h 35 min 31 s |
| 2003  | Embrunman                             |          | 11 h 55 min 0 s  |
| 2002  | Embrunman                             |          | 12 h 4 min 0 s   |
| 2002  | Championnat de France longue distance |          | Timing           |
| 2001  | Embrunman                             |          | 12 h 20 min 13 s |
| 2001  | Marseille International Triathlon     |          | 2 h 27 min 30 s  |
| 2000  | Embrunman                             |          | 12 h 47 min 50 s |
| 1997  | Embrunman                             |          | 12 h 40 min 0 s  |
| 1997  | Championnat de France longue distance |          | Timing           |
| 1996  | Championnat de France longue distance |          | Timing           |
| 1995  | Championnat de France longue distance |          | Timing           |
| 1994  | Championnat de France longue distance |          | Timing           |